# Klansmen
The Klansmen var ett brittiskt rockband, bildat av Ian Stuart, som spelade rasistisk rock'n'roll med influenser från sydstatsrock och Ku Klux Klan.
Bandet gav ut flera skivor där den gemensamma nämnaren var sångaren och låtskrivaren Ian Stuart. På den första Lp:n kompades Ian av psychobilly-bandet Demented Are Go. På den andra skivan var kompbandet The Krewmen. Den tredje och sista skivan kompades av ett lokalt, okänt rockband. Klansmen gav ut tre skivor: "Fetch the Rope", "Rebel With a Cause" och "Rock and Roll Patriots".